# Straż Graniczna (1922–1923)
Straż Graniczna – formacja graniczna II Rzeczypospolitej ochraniająca granicę północno-wschodnią i wschodnią, to jest granicę z Litwą, Łotwą, ZSRR oraz z Rumunią na odcinku Żezawa – Zaleszczyki.

## Formowanie i zmiany organizacyjne
Wykonując postanowienia uchwały Rady Ministrów z 23 maja 1922 roku, Minister Spraw Wewnętrznych rozkazem z 9 listopada 1922 roku zmienił nazwę „Baony Celne” na „Straż Graniczna”. Wprowadził jednocześnie w formacji nową organizację wewnętrzną na podstawie etatów zatwierdzonych 1 września 1922. Nowa formacja graniczna zorganizowana została na wzór wojskowy i podporządkowaną Ministerstwu Spraw Wewnętrznych. Jej tworzenie oparto na zasobach kadrowych armii i zaciągu ochotniczym byłych wojskowych.
Według Prochwicza, z dniem 1 września 1922 roku powstała Straż Graniczna. Bataliony Celne Ministerstwa Skarbu przemianowano na Bataliony Straży Granicznej. Formacja dysponowała 44 batalionami Straży Granicznej, 3 szwadronami żandarmerii etapowej, szkołą podoficerską w Łomży. W grudniu 1922 roku dysponowała około 22 tys. żołnierzy.
Na czele formacji stanęła Główna Komenda Straży Granicznej. Granicę wschodnią podzielono na odcinki wojewódzkie. Utworzono komendy wojewódzkie Straży Granicznej w Wilnie, Nowogródku, Białymstoku, Brześciu, Łucku i Tarnopolu. Utworzono też podległe komendom wojewódzkim komendy powiatowe Straży Granicznej w Sopoćkiniach, Nieświeżu, Wilnie, Święcianach, Głębokiem, Wilejce, Stołpcach, Łunińcu, Sarnach, Korcu, Krzemieńcu i Tarnopolu. Zakres działań komendy powiatowej nie zawsze pokrywał się z granicami powiatów nadgranicznych. Każdej komendzie powiatowej przydzielono po trzy bataliony piechoty z wyjątkiem komendy w Tarnopolu i w Sarnach. Nowa formacja liczyła 36 batalionów piechoty o łącznym stanie 22 tys. żołnierzy. Planowano utworzenie dodatkowych oddziałów konnych stanowiących obwody. W przypadku obsady granicy jednego z batalionów na terenie innego powiatu niż siedziba komendanta powiatowego, dowódca batalionu odkomenderowywał oficera łącznikowego do danego starosty.
Komendy wojewódzkie Straży Granicznej przyjęły nazwy województw. Komendant podlegał w sprawach służby granicznej wojewodzie, a pod względem dyscyplinarnym, administracyjnym i regulaminowym głównemu komendantowi Straży Granicznej. Komendantom wojewódzkim za pośrednictwem komend powiatowych podlegały wszystkie bataliony Straży Granicznej stacjonujące w obrębie województwa.
Na podstawie uchwały Rady Ministrów z 24 maja zarządzono likwidację Straży granicznej do dnia 1 lipca 1923. Minister Spraw Wewnętrznych wydał rozkaz nr Ldz 2730/pf/og.org. w którym określał sposób rozwiązania formacji
Formację praktycznie rozformowano w dwóch etapach. Do 1 lipca 1923 roku zlikwidowano większość batalionów, a ochronę granicy przejęła Policja Państwowa. Wyjątek stanowiło sześć batalionów Straży Granicznej, którymi to Minister Spraw Wewnętrznych zarządzeniem z 15 czerwca 1923 nakazał obsadzić granicę na Wileńszczyźnie.  Na terenie powiatów: brasławskiego, dziśnieńskiego, duniłowskiego i wilejskiego pozostawiono do jesieni bataliony nr 9., 27., 28., 39., 31. i 33 zmieniając im jednocześnie etaty.  Pełniły one służbę na granicy polsko–litewskiej, gdzie nadal utrzymywała się napięta sytuacja polityczna. Ochraniały odcinek od Michalin do Werejek[10]. 
Do 10 lipca 1923 roku zlikwidowano Główną Komendę Straży Granicznej. 
W jej miejsce, w celu koordynacji działań sześciu pozostawionych batalionów, utworzono Komendę Batalionów Straży Granicznej podległą Departamentowi III Ministerstwa Spraw Wojskowych. Komendantem mianowany został mjr Antoni Gedke. Komenda Baonów SG przejęła biuro dotychczasowej Komendy Głównej SG przy ul. Przeskok 2.
Straż Graniczną ostatecznie zlikwidowano rozkazem Ministra Spraw Wewnętrznych nr L. 4625/pf/org z 3 października 1923. Nakazywał on rozformowanie sześciu batalionów na Wileńszczyźnie, Komendy Batalionów SG w Warszawie i Szkoły Podoficerskiej SG w Łomży. Bataliony miały rozpocząć przekazywanie odcinków granicznych Policji Państwowej z dniem 15 października, a zakończyć do 24.00 22 października.

## Służba graniczna
Granica podzielona była na odcinki batalionów, kompanii i plutonów. Podstawowym elementem służby były posterunki graniczne. Każdy pluton wystawiał pewną liczbę wart, a te z kolei posterunki, patrole piesze i konne oraz czaty i zasadzki. Był to kordonowy system przyjęty od rosyjskiej straży granicznej. Większość elementów granicznych rozmieszczona była bezpośrednio wzdłuż granicy. Przejściowe punkty graniczne obsadzono urzędnikami celnymi, policjantami i żołnierzami Straży Granicznej. Kontrolę dokumentów prowadziły organa policji.

## Struktura organizacyjna Straży Granicznej
Dyslokacja i obsada personalna Straży Granicznej według stanu na dzień 1 grudnia 1922
Główna Komenda Straży Granicznej – Warszawa
- główny komendant – płk żand. Władysław Jaxa-Rożen
- oficer ordynansowy – por. Stanisław Piernikarski
- szef sztabu – kpt. Władysław Włoskowicz
- I Wydział Ogólnoorganizacyjny – kpt. Stefan Szewera
  - referat organizacyjny
  - referat wyszkolenia
- II Wydział Informacyjno-Dyscyplinarny – mjr KS Antoni Gedke
  - referat informacyjny
  - referat dyscyplinarny
  - referat ruchu osobowego i towarowego
- III Wydział Personalny – kpt. Tadeusz Podgórski
- IV Wydział Gospodarczo-Budżetowy – kpt. gosp. Stanisław Miłoszek
  - referat budżetowy
  - referat żywnościowo-mundurowy
  - referat kwaterunkowy
  - referat taborowy
- kancelaria – por. piech. Antoni Piesowicz

W Głównej Komendzie Straży Granicznej zatrudnionych było 29 oficerów, w tym 2 pułkowników, 1 major, 9 kapitanów, 12 poruczników, 4 podporuczników i 1 chorąży.
Jednostki w terenie:
Komenda Wojewódzka Straży Granicznej w Białymstoku
- Komenda Powiatowa Straży Granicznej w Sopoćkiniach
  - 10 batalion Straży Granicznej – Suwałki
  - 42 batalion Straży Granicznej – Sopoćkinie
  - 41 batalion Straży Granicznej – Druskienniki

Komenda Wojewódzka Straży Granicznej w Wilnie
- Komenda Powiatowa Straży Granicznej w Wilnie
  - 15 batalion Straży Granicznej – Olkieniki
  - 17 batalion Straży Granicznej – Landwarów
  - 4 batalion Straży Granicznej – Mejszagoła
- Komenda Powiatowa Straży Granicznej w Świecianach
  - 43 batalion Straży Granicznej – Nowe Święciany
  - 9 batalion Straży Granicznej – Dukszty
  - 28 batalion Straży Granicznej – Słobódka
- Komenda Powiatowa Straży Granicznej w Głębokiem
  - 27 batalion Straży Granicznej – Druja
  - 11 batalion Straży Granicznej – Dzisna
  - 33 batalion Straży Granicznej – Prozoroki
- Komenda Powiatowa Straży Granicznej w Wilejce
  - 31 batalion Straży Granicznej – Dokszyce
  - 44 batalion Straży Granicznej – Dołhinów
  - 30 batalion Straży Granicznej – Radoszkowicze

Komenda Wojewódzka Straży Granicznej w Nowogródku
- Komenda Powiatowa Straży Granicznej w Stołpcach
  - 32 batalion Straży Granicznej – Raków
  - 12 batalion Straży Granicznej – Rubieżewicze
  - 2 batalion Straży Granicznej – Nowy Świerżeń
- Komenda Powiatowa Straży Granicznej w Nieświeżu
  - 34 batalion Straży Granicznej – Siejłowicze
  - 7 batalion Straży Granicznej – Orany
  - 29 batalion Straży Granicznej – Kleck

Komenda Wojewódzka Straży Granicznej w Brześciu
- Komenda Powiatowa Straży Granicznej w Łunińcu
  - 37 batalion Straży Granicznej – Różan Wielki
  - 1 batalion Straży Granicznej – Łachwa
  - 40 batalion Straży Granicznej – Mikaszewicze
- Komenda Powiatowa Straży Granicznej w Sarnach
  - 19 batalion Straży Granicznej – Ozdamicze
  - 24 batalion Straży Granicznej – Rokitno

Komenda Wojewódzka Straży Granicznej w Łucku
- komendant – płk Władysław Nowakowski
- zastępca komendanta – kpt. Władysław Ochab
- Komenda Powiatowa Straży Granicznej w Korcu
  - 36 batalion Straży Granicznej – Ujście
  - 8 batalion Straży Granicznej – Korzec
  - 26 batalion Straży Granicznej – Milatyn
- Komenda Powiatowa Straży Granicznej w Krzemieńcu
  - 35 batalion Straży Granicznej – Ostróg
  - 6 batalion Straży Granicznej – Dederkały
  - 25 batalion Straży Granicznej – Łanowce

Komenda Wojewódzka Straży Granicznej w Tarnopolu (na etacie komendy powiatowej) 
- Komenda Powiatowa Straży Granicznej w Tarnopolu
  - 38 batalion Straży Granicznej – Kamionki
  - 23 batalion Straży Granicznej – Kopyczyńce
  - 39 batalion Straży Granicznej – Borszczów
  - 22 batalion Straży Granicznej – Germakówka

## Główni komendanci Straży Granicznej
- płk żand. Władysław Jaxa-Rożen (1 IX 1922 – 30 VI 1923[19])

## Komenda Baonów Straży Granicznej
Obsada personalna Komendy Baonów Straży Granicznej:
- komendant – mjr KS Antoni Gedke
- szef Wydziału I Organizacyjnego – por. piech. Antoni Brodowski
- szef Wydziału II Informacyjno-Dyscyplinarnego – rtm. Michał Rosen
- szef Wydziału III Personalnego – por. piech. Władysław Rytel
- szef Wydziału IV Gospodarczego – kpt. gosp. Stanisław Miłoszek
- kierownik kancelarii – por. piech. Antoni Piesowicz

Do każdego wydziału został przydzielony jeden oficer – referent.